# Ксилокастрон
Ксило́кастрон (греч. Ξυλόκαστρον ή Ξυλόκαστρο) — малый город в Греции. Находится на высоте 12 метров над уровнем моря, в северо-восточной части полуострова Пелопоннеса, на побережье Коринфского залива, в 97 километрах к западу от Афин, в 81 километре к юго-востоку от Патр и в 30 километрах к северо-западу от Коринфа. Административный центр общины (дима) Ксилокастрон-Эвростина в периферийной единице Коринфии в периферии Пелопоннес. Население 5500 жителей по переписи 2011 года.

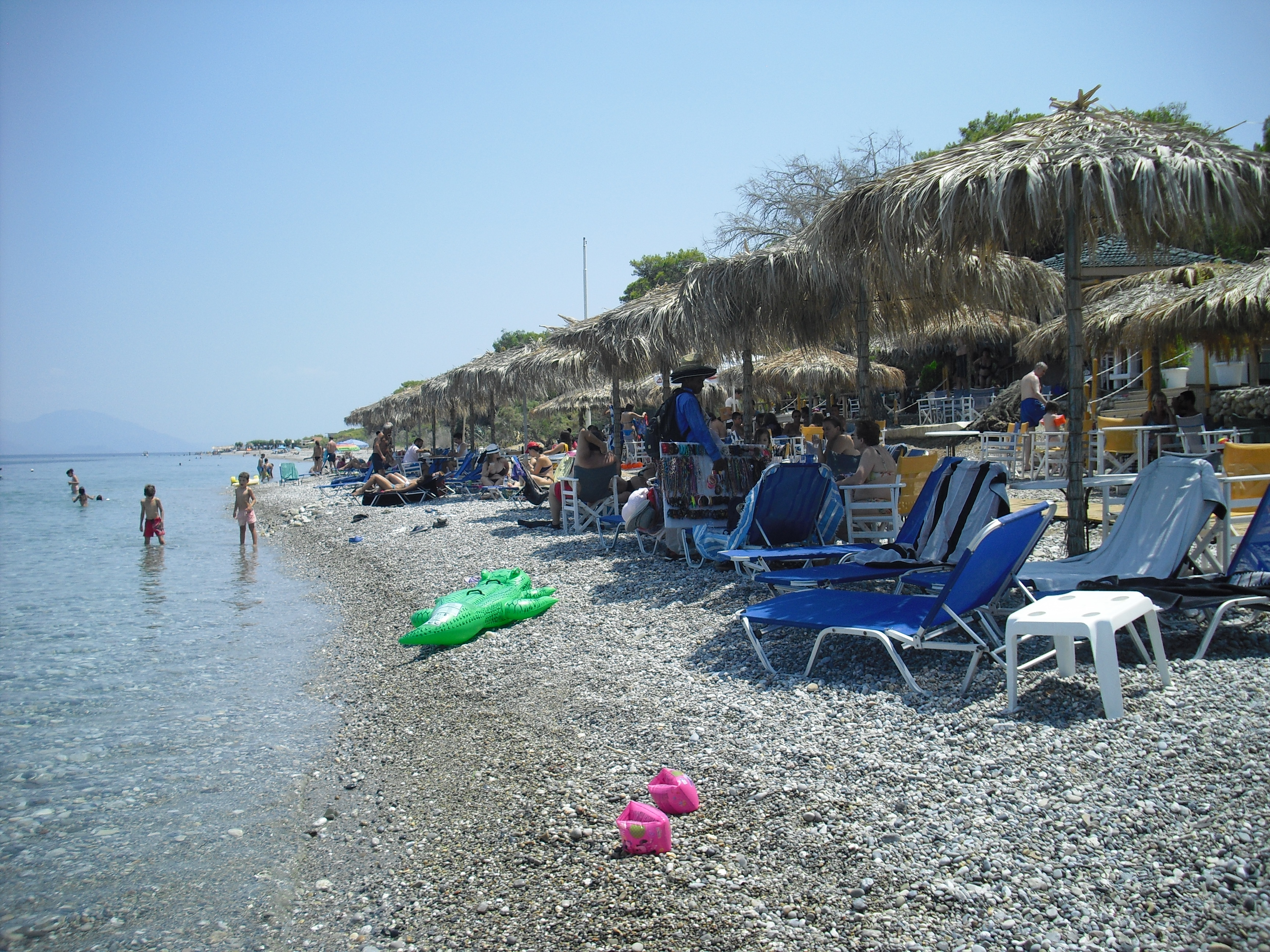
Пляж Ксилокастрона

Курортный город. Славится своим уникальным реликтовым сосновым массивом, протянувшимся на несколько километров вдоль побережья. В городе имеются оздоровительный и спортивный центры.
Через город проходит национальная дорога 8 Патры — Афины. Южнее проходит автострада 8, часть европейского маршрута E65.

## История
Здесь находилась Аристонавты (Аргонавты, др.-греч. Ἀριστοναῦται), пристань древнего города Пеллены, находившегося на месте современной деревни Пелини. По Павсанию получила название, потому что к ней пристали аргонавты.
Название Ксилокастрон образовано от греч. ξύλινα κάστρο «деревянный замок». В венецианский период в Ксилокастроне находилась деревянная казарма. Гарнизон контролировал Коринфский залив и гавань. Была визуальная связь с замками в Пелини и Земено на другой стороне залива, что позволяло передавать дымовые сигналы.
В XVIII веке в Ксилокастроне были склады для отгрузки производимого в области изюма . Морским путем изюм доставляли в Патры. В XIX веке изюм из Ксилокастрона шел в Великобританию.
В начале XX века Ксилокастрон становится популярным местом отдыха для иностранных туристов. В 1906 году впервые в Греции здесь появился нудистский пляж. Здесь построили загородный дом поэт Ангелос Сикелианос и Ева Палмер, гостями в котором бывали их друзья Никос Казандзакис, Димитрис Митропулос, Манолис Каломирис, Айседора Дункан, Катина Паксино, Алексис Минотис, Марика Котопули, Иоаннис Грипарис, Васос и Танагра Канелос и другие. Любил бывать здесь поэт Костас Кариотакис. В 1912 году создано сообщество Ксилокастрон. В 1919 году курорт для иностранцев получил официальный статус.
Город был заселён беженцами из Измита в 1923 году после малоазийской катастрофы и греко-турецкого обмена населением.
В 1970-е годы город начал интенсивно застраиваться многоэтажными домами.

## Сообщество Ксилокастрон
В общинное сообщество Ксилокастрон входит деревня Мертикеика. Население 5715 жителей по переписи 2011 года. Площадь 12,695 квадратного километра.
| Населённый пункт | Население (2011), человек |
| ---------------- | ------------------------- |
| Ксилокастрон     | 5500                      |
| Мертикеика       | 215                       |

## Население
| Год  | Население, человек |
| ---- | ------------------ |
| 1700 | 65                 |
| 1981 | 5188               |
| 1991 | 5633               |
| 2001 | 5173               |
| 2011 | ↗ 5500             |